# Score de Malinas
Le score de Malinas est une évaluation chiffrée qui permet de déterminer si une femme enceinte va bientôt accoucher. Il fut créé par le Dr Yves Malinas, ancien professeur de gynécologie et d'obstétrique à la faculté de médecine de Grenoble,.

## Définition
Le score de Malinas est le premier outil clinique de régulation. Il permet d’estimer l’imminence d’un accouchement. Il a été construit empiriquement et, bien qu’il n’ait pas été validé scientifiquement, son usage est très répandu dans les services du SMUR ou du SAMU. 
Dans un cadre extra-hospitalier, cela permet de savoir si la parturiente va accoucher de manière imminente ou si on a le temps de la transporter. Il se base sur cinq critères : le nombre de grossesses antérieures, la durée du travail, la durée des contractions, l'intervalle entre les contractions et la perte ou non des eaux. Chaque critère est évalué par un nombre allant de zéro à deux :
| Score | Parité (nombre de grossesses antérieures) | Durée du travail | Durée des contractions | Intervalle entre les contractions | perte des eaux  |
| ----- | ----------------------------------------- | ---------------- | ---------------------- | --------------------------------- | --------------- |
| 0     | une                                       | < 3 h            | < 1 min                | > 5 min                           | non             |
| 1     | deux                                      | entre 3 et 5 h   | 1 min                  | entre 3 et 5 min                  | récente (< 1 h) |
| 2     | trois et plus                             | > 6 h            | > 1 min                | < 3 min (au moins 2 en 5 minutes) | > 1 h           |

Le score est la somme de ces cinq critères. Un score inférieur à cinq indique qu'un transport est possible vers une maternité ou une structure médicale. Un score égal ou supérieur à cinq indique un accouchement imminent, notamment si la parturiente a envie de pousser.